# 智利海

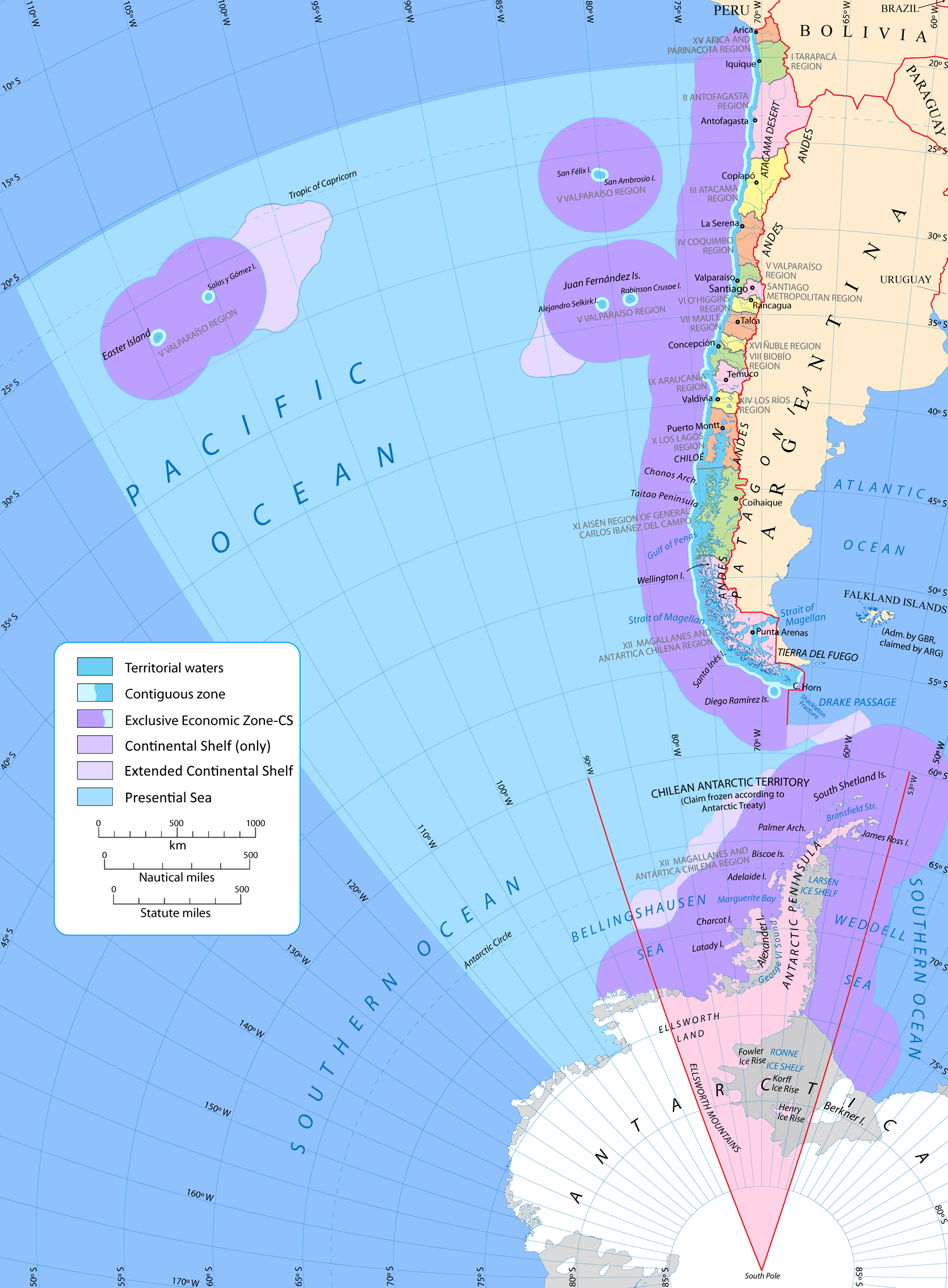

智利海（西班牙語：Mar chileno）是智利的一個海，位於該國大陸以西太平洋海域，該國政府把該海分為領海、毗連區、專屬經濟區和大陸棚4個區域，所佔面積分別是120,827、131,669、3,681,989和161,338平方公里。